# 鶴野有紗
鶴野有紗（1997年12月19日—）是日本的女性聲優，兵庫縣出身。隸屬於青二製作。

## 人物
大阪藝術大學短期大學部出身。高中時代加入廣播社。
小學5年級朗讀的時候被班導師稱讚有「成為明星的潛力！」而開始想成為聲優。

## 演出作品
※粗體字為主要角色。

### 電視動畫
2018年
- ONE PIECE（市民）

2019年
- 廚病激發BOY（齋藤由依）

### 遊戲
2018年
- 三国BASSA!!（黃月英[4]）

2019年
- CUE!（日名倉莉子[5]）

### 廣播節目
- &CAST!!!Hour 愛的聲援!（2019年4月－，&CAST!!![6]）
- CUE!&A - 「Wind」隊（2019年7月－，「A&G TRIBAL RADIO Edison」內迷你節目、文化放送、超!A&G+[7][8]）

## 音樂CD

### 角色歌
| 發售日   | 商品名稱             | 演唱名義 | 歌曲                                                    | 備註                 |
| 2019年   | 2019年               | 2019年   | 2019年                                                  | 2019年               |
| -------- | -------------------- | -------- | ------------------------------------------------------- | -------------------- |
| 11月27日 | Forever Friends      | AiRBLUE  | 「Forever Friends」                                     | 遊戲《CUE!》片頭曲   |
| 11月27日 | Forever Friends      | AiRBLUE  | 「」                                                    | 遊戲《CUE!》相關歌曲 |
| 11月27日 | Forever Friends      | Wind     | 「Forever Friends」                                     | 遊戲《CUE!》相關歌曲 |
| 2020年   |                      |          |                                                         |                      |
| 2月12日  | Good meal, Good life | Wind     | 「Good meal, Good life」 「Steppin' Girl」 「our song」 | 遊戲《CUE!》相關歌曲 |
| 3月25日  | beautiful tomorrow   | AiRBLUE  | 「beautiful tomorrow」                                  | 遊戲《CUE!》相關歌曲 |
| 3月25日  | beautiful tomorrow   | Wind     | 「beautiful tomorrow」                                  | 遊戲《CUE!》相關歌曲 |

### 组合成员
1. 1 2  六石陽菜（內山悠里菜）、鷹取舞花（稗田寧寧）、鹿野志穗（守屋亨香）、月居穗乃香（緒方佑奈）、天童悠希（鷹村彩花）、赤川千紗（宮原颯希）、惠庭愛理（飯塚麻結）、九條柚葉（村上真夏）、夜峰美晴（安齋由香里）、神室絢（松田彩希）、宮路真幌（山口愛）、日名倉莉子（鶴野有紗）、丸山利惠（立花日菜）、宇津木聰里（小峯愛未）、明神凜音（佐藤舞）、遠見鳴（土屋李央）
2. 1 2 3  夜峰美晴（安齋由香里）、神室絢（松田彩希）、宮路真幌（山口愛）、日名倉莉子（鶴野有紗）

## 外部連結
- 事務所官方簡歷（页面存档备份，存于）（日語）
- 鶴野有紗的X（前Twitter）（日語）